# Franjetići
Franjetići falu Horvátországban, a Károlyváros megyében. Draganić község része.

## Fekvése
Károlyvárostól 14 km-re északra, a Zágrábot és Károlyvárost összekötő régi főút keleti oldalán, a Kupčina partján fekszik.  Északról Križančići, nyugatról Draganići, délről és keletről Lazina határolja.

## Története
A település, mely nevét egykori birtokosáról a Franjetics (Franjetić) családról kapta ahhoz a draganići nemesi községhez tartozott, melynek jobbágyai 1249-ben  IV. Béla királytól szolgálataikért nemesi rangot kaptak. A draganići nemesi közösséget a Gutkeled nembeli István egész Szlavónia bánja, a podgorjei nemesi birtokok felől rendelkező oklevelében említik először. A közösség Šipak-hegyen álló Szent György temploma és plébániája 1334-ben már megvolt. A község lakóinak ez a helyi közössége a túrmezei nemesi kerülethez hasonlóan mintegy önkormányzatként államilag is elismerten fennmaradt egészen a 20. századig. A közösség vezető testületét minden évben Szent Fülöp és Szent György napja között választották újjá. Minden általuk kiadott okmányt a közösség nagypecsétjével hitelesítettek. A község lakói mezőgazdaságból és a kiterjedt, a közösség elöljárósága által igazgatott erdőkből éltek. A török elleni háborúk idején a király hívására draganići közösség 200 kopjást tartozott adni a turopoljei nemesi bandériumba. A településnek 1857-ben 135, 1910-ben 155 lakosa volt. A trianoni békeszerződésig Zágráb vármegye Károlyvárosi járásához tartozott. Lakosságát 2001-óta nem számlálják önállóan. Legutolsó számlálásakor 1991-ben 136-an lakták.

## Lakosság
| Lakosság változása | Lakosság változása | Lakosság változása | Lakosság változása | Lakosság változása | Lakosság változása | Lakosság változása | Lakosság változása | Lakosság változása | Lakosság változása | Lakosság változása | Lakosság változása | Lakosság változása | Lakosság változása | Lakosság változása | Lakosság változása |
| ------------------ | ------------------ | ------------------ | ------------------ | ------------------ | ------------------ | ------------------ | ------------------ | ------------------ | ------------------ | ------------------ | ------------------ | ------------------ | ------------------ | ------------------ | ------------------ |
| 1857               | 1869               | 1880               | 1890               | 1900               | 1910               | 1921               | 1931               | 1948               | 1953               | 1961               | 1971               | 1981               | 1991               | 2001               | 2011               |
| 135                | 164                | 148                | 148                | 140                | 155                | 134                | 142                | 141                | 160                | 149                | 142                | 126                | 136                | 0                  | 0                  |